# Hoofdstraat 265 (Hoogezand)
Het pand aan de Hoofstraat 265, ook bekend als Villa Zonneschijn, in de Nederlandse plaats Hoogezand is een monumentaal herenhuis.

## Geschiedenis
Het huis werd in 1914 gebouwd aan de Hoofdstraat langs het Winschoterdiep, met zicht op de Bonthuizerbrug en de tegenovergelegen Stationsstraat (nu: Kees de Haanstraat). Opdrachtgevers waren scheepsbouwer Geert Bodewes (1856-1928) en zijn vrouw Anna Veerkamp (1852-1920). Later werd het bewoond door de familie Jager. In april 1945 werd de Bonthuizerbrug door de Duitsers opgeblazen en na de oorlog herbouwd. Tussen 1969 en 1971 werd het Winschoterdiep voor het huis gedempt en de brug afgebroken. Vanaf medio 1980 tot 2007 was in het pand een bordeel gevestigd, onder de naam Villa Zonneschijn. Het huis is in 2009 gerestaureerd.

## Beschrijving
Het huis is gebouwd in overgangsstijl, met art-nouveau-elementen. Het heeft twee bouwlagen en is opgetrokken in baksteen met een pleisterlaag, op een trasraam van klinkers.
De entree aan de oostkant bestaat uit natuurstenen stoep, uitkomend op een paneeldeur onder een driedelig bovenlicht met glas in lood. Tussen de deur en het bovenlicht is een houten luifel aangebracht. Aan weerszijden van de deur zijn gevelstenen geplaatst met de initialen van de opdrachtgevers (resp. "G.B." en "A.V.").
Aan de linkerkant van de voorgevel is een zijrisaliet onder een steekkap met piron, aan de rechterzijde is een hoektoren onder een tentdak met piron geplaatst. Op de verdieping tussen het zijrisaliet en de toren is een loggia met balkonhek opgenomen. In de gevel zijn meerdere H-vensters aangebracht. In de zijrisaliet is op een gevelsteen het bouwjaar 1914 te lezen.

### Monumentenstatus
De villa werd in 2001 als rijksmonument opgenomen in het monumentenregister, vanwege de "cultuur- en architectuurhistorische waarde als voorbeeld van een villa in Overgangsarchitectuur met Art Nouveau elementen uit 1914;  vanwege de opvallende detaillering en het materiaalgebruik; vanwege de redelijke mate van gaafheid van het exterieur en delen van het interieur; vanwege de beeldbepalende ligging aan de Hoofdstraat."

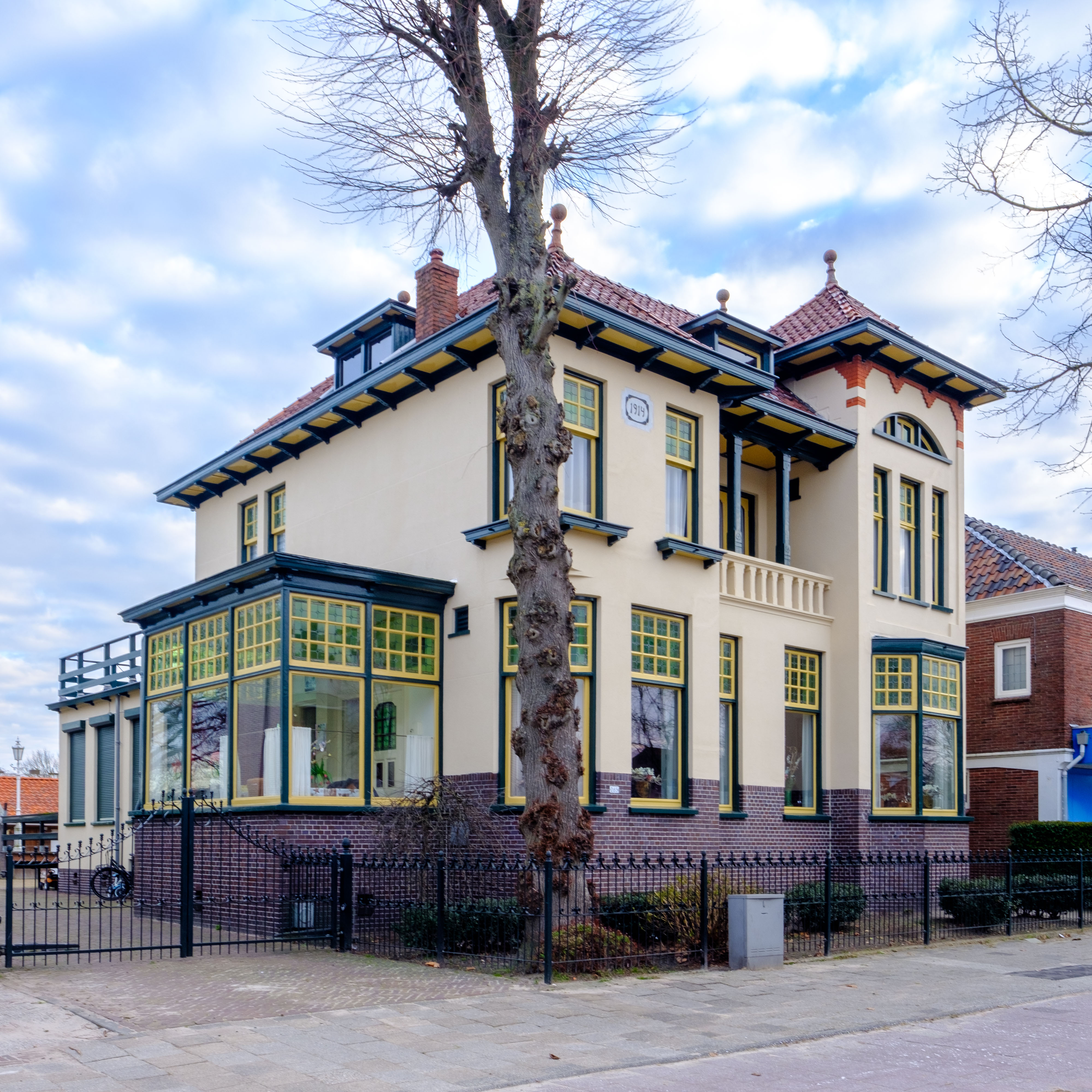
Zijaanzicht